# Glypta georginensis
Glypta georginensis là một loài tò vò trong họ Ichneumonidae.